# Березовий заказник
Березовий — лісовий заказник місцевого значення. Об'єкт розташований на території Овруцького району Житомирської області, ДП «Словечанське ЛГ», Можарівське лісництво, кв. 78, вид. 10, 11, 16, 18, Нагорянське лісництво, кв. 61, вид. 7, 17, кв. 68, вид. 6.
Площа — 36 га, статус отриманий у 2000 році.